# GE U12C
A GE U12C é uma locomotiva diesel-elétrica produzida pela GE Transportation entre 1956 e 1961, sendo utilizada na Argentina, Brasil, Chile, Colômbia e Filipinas.
Foi projetada para linhas com restrições de gabarito e peso, típica de países em desenvolvimento. São capazes de operar em qualquer bitola, de 0,914 a 1,676m.
Foram desenvolvidas pela General Electric fazer concorrência com o modelo EMD G12 A1A, que foi mais bem sucedido tanto em vendas quanto em durabilidade.

## Tabela
| Modelo | Potência (HP) | Bitola (m)    | Fabricante       | Origem | Ano de Fabricação |
| ------ | ------------- | ------------- | ---------------- | ------ | ----------------- |
| U12C   | 1200          | 0,914 e 1,600 | General Electric | EUA    | 1956 a 1961       |

## Proprietários Originais
Abaixo são listados os proprietários originais das locomotivas GE U12C.

## No Brasil
Foram compradas 18 locomotivas pela RFFSA para a EFL, sendo numeradas de #2001 a 2018, fazendo o mesmo serviço que as U12B, mas com truques que distribuíam melhor o peso por eixo. Algumas unidades, como a 2009 receberam um padrão único de pintura referente a EFL. Foram renumeradas no SIGO como #2351 a #236x, sendo que a #2008 foi convertida pela GE em 1967 para B-B, tornando-se GE U12B, e sendo numerada como 2314.
Atualmente algumas locomotivas deste modelo operam nas linhas da FCA. Uma locomotiva (#1096) ex-Cosipa foi vendida a FMR, posteriormente revendida para a Geoterra, e atualmente encontra-se locada a Belgo Mineira (Grupo Arcelor), completamente reformada e descaracterizada.
A maioria das locomotivas originalmente EFL foi baixada, entretanto existem ainda algumas unidades destas locomotivas em operação nas linhas da Supervia (Rio de Janeiro).